# Wikstroemia indica
Wikstroemia indica es una especie de planta fanerógama  perteneciente a la familia Thymelaeaceae. 
Es una de las 50 hierbas fundamentales usadas en la medicina tradicional china con el nombre chino de  liǎo gē wáng (了哥王)

## Descripción
Es un pequeño arbusto con hojas brillantes, las flores pequeñas de color verdoso -amarillo y los frutos rojos, tóxicos. Crece en los bosques y en laderas arbustivas rocosas en el centro y el sureste de China, Vietnam, India y Filipinas.

## Propiedades
Wikstroemia indica contiene el principio activo dafnoretina.

Dafnoretina

## Taxonomía
Wikstroemia indica fue descrita por Carl Anton von Meyer y publicado en Bulletin de la Classe Physico-Mathématique de l'Académie Impériale des Sciences de Saint-Pétersbourg 1: 357. 1843.
Sinonimia
- Wikstroemia indica var. viridiflora (Wall. ex Meisn.) Hook. f.
- Wikstroemia ovalifolia (Meisn.) Decne.
- Wikstroemia pachyphylla Merr.
- Wikstroemia pulgarensis Elmer
- Wikstroemia purpurata (L.) Druce
- Wikstroemia rotundifolia (L. f.) C.A. Mey.
- Wikstroemia shuttleworthii Meisn.
- Wikstroemia subcoriacea Merr.
- Wikstroemia valbrayi H. Lév.
- Wikstroemia viridiflora Wall. ex Meisn.
- Wikstroemia viridiflora var. acuta Lecomte[7]